# Phebellia erecta
Phebellia erecta är en tvåvingeart som först beskrevs av Sellers 1943.  Phebellia erecta ingår i släktet Phebellia och familjen parasitflugor. Inga underarter finns listade i Catalogue of Life.